# Roue de secours (téléfilm)
Pour le dispositif de secours, voir Roue de secours.
Pour plus de détails, voir Fiche technique et Distribution.
4Roue de secours est un téléfilm franco-suisse réalisé par Williams Crépin, sorti en 2008.

## Synopsis
Camille Langlois, journaliste pour Aventurier Magazine, doit remporter un rallye automobile pour devenir rédactrice en chef.

## Fiche technique
- Titre : Roue de secours
- Réalisation : Williams Crépin
- Scénario : Williams Crépin, Aude Marcle, Joël Meziane, Cathy Pierre et Flavian Rochette
- Musique : François Castello
- Production : Bénédicte Bellocq (productrice déléguée), Christophe Louis (coproducteur)
- Société de production : BE-FILMS
- Pays :  France et  Suisse
- Genre : Comédie
- Durée : 115 minutes
- Première diffusion : 
  -  France : 10 novembre 2008

## Distribution
- Michèle Bernier : Camille Langlois
- Pierre Cassignard : Laurent / Laurence Ribouche
- Éric Théobald : Bertrand
- Shirley Bousquet : Céline
- Julien Cafaro : Michel Levert
- Jean-Pierre Becker : Mangin
- Haitham El Idrissi : Ali
- Sabine Perraud : Isa

## Diffusion
Le téléfilm a été diffusé le 10 novembre 2008 sur M6 et a réuni environ 2 millions de spectateurs. Sa rediffusion en deuxième partie de soirée en avril 2010 a réuni 1,4 million de spectacteurs. Il a été rediffusé en juillet 2019 sur Chérie 25 et a réuni 218 000 spectateurs.